# كارلوس ألبرتو بالاسيو
كارلوس ألبرتو بالاسيو (بالإسبانية: Carlos Alberto Palacio)‏ هو لاعب كرة قدم كولومبي في مركز الوسط، ولد في 5 فبراير 1988 في بوغوتا في كولومبيا. لعب مع ديبورتيفو بيريرا وفورتاليزا الكولومبي ونادي ميلوناريوس.

## وصلات خارجية
- كارلوس ألبرتو بالاسيو على موقع قاعدة بيانات كرة القدم.إي يو (الإنجليزية)
- كارلوس ألبرتو بالاسيو على موقع Soccerway.com (الإنجليزية)